# Wärtsilä RT-flex96C
Der RT-flex96C ist ein Zweitakt-Dieselmotor des schweizerischen Herstellers Winterthur Gas & Diesel, der seit 2003 von Wärtsilä produziert wurde. Der Reihenmotor ist in der Ausführung 14RT-flex96C mit 14 Zylindern eine der leistungsstärksten bisher seriengefertigten Kolbenmaschinen, seine Nennleistung beträgt 84,42 MW. Der Motor ist für Containerschiffe mit einer Zuladung von 12.000 TEU konzipiert, die voll beladen eine Geschwindigkeit von 46,3 km/h (25 kts) erreichen sollen.
Derzeit wird der Motor als Hauptantrieb der Containerschiffe der Emma-Mærsk-Klasse eingesetzt, in denen er mit vier Accelleron-Turboladern eine Leistung von 80,08 MW (109.000 PS) erreicht. Er dient auch den später gebauten Schiffen des CMA-CGM-Marco-Polo-Typs als Hauptantrieb. Er ist, wie bei Schiffsmotoren üblich, mit einem Hubverhältnis von 2,60:1 sehr langhubig ausgeführt und für den Betrieb mit Schweröl ausgelegt.
Der RT-flex96C ist zusammen mit dem K108 L2 von MAN Energy Solutions momentan einer der Verbrennungsmotoren mit der höchsten Energieeffizienz. Er wandelt etwa 50 % der chemischen Energie des Treibstoffs in Bewegungsenergie um.

## Hintergrund und Entwicklung
Der RT-flex96C basiert auf dem RTA96C, von dem er sich hauptsächlich durch das Verfahren der Gemischaufbereitung unterscheidet. Das Kürzel flex deutet auf eine Common-Rail-Einspritzung hin. Dieses Einspritzverfahren wurde von Wärtsilä zunächst in kleineren Motoren erprobt. Erste RT-flex96C-Motoren mit acht und zwölf Zylindern wurden Ende 2004 ausgeliefert. Die Motoren des Typs RTA96C waren ursprünglich mit einer maximalen Zylinderanzahl von zwölf geplant, die Anforderungen des Marktes machten jedoch höhere Motorleistungen notwendig, sodass beim RT-flex96C auch Modelle mit 13 und 14 Zylindern in das Angebot aufgenommen wurden. Das 14-Zylindermodell wurde bis 2007 mit einer Leistung von 80,08 MW angeboten. Seit Ende 2007 wurde die Zylinderleistung um 5,4 % erhöht, sodass sich nun eine Zylinderleistung von 6,03 MW statt bisher 5,72 MW ergibt.

## Technische Daten (von 2008)
| Bauform                              | Reihenmotor mit 6 bis 14 Zylindern und Turboaufladung                      |
| Arbeitsweise                         | Zweitakt-Dieselmotor                                                       |
| Bohrung                              | 960 mm                                                                     |
| Hub                                  | 2.500 mm                                                                   |
| Hubraum                              | 1.809,557 dm3 pro Zylinder                                                 |
| Drehzahl                             | 22–102 min−1                                                               |
| Drehmoment                           | 7903,447 kN·m bei 102 min−1                                                |
| mittlerer Arbeitsdruck               | 1,96 MPa bei Volllast, 1,37 MPa bei höchster Effizienz (85 % Last)         |
| mittlere Kolbengeschwindigkeit       | 8,5 m/s                                                                    |
| spezifischer Verbrauch               | 171 g/(kWh) bei 102 min−1 und 1,96 MPa Arbeitsdruck                        |
| niedrigster Verbrauch                | 163 g/(kWh) bei 102 min−1 und 1,37 MPa Arbeitsdruck                        |
| Leistung                             | bis zu 6030 kW pro Zylinder, 36.180 bis 84.420 kW gesamt                   |
| Leistungsgewicht                     | 31,2 bis 36,69 kW pro Tonne (2300 Tonnen bei der 14-Zylinder Ausführung)   |
| Einspritzmenge pro Zylinder pro Takt | ~160 g bei Volllast. Bis zu 250 Tonnen Kraftstoff täglich                  |
| Gewicht der Kurbelwelle              | 300 Tonnen bei der Ausführung mit 14 Zylindern                             |
| Kraftstoffsorte                      | Schweröl (Rückstandsöl) nach ISO 8217. Viskosität min. 730 mm2/s bei 50 °C |